# Medeiros Neto
Medeiros Neto este un oraș în statul Bahia (BA) din Brazilia.